# Мокреш (област Шумен)
 Тази статия е за селото в Област Шумен.  За другото българско село с това име вижте Мокреш (област Монтана).  
Мокреш е село в Североизточна България. То се намира в община Велики Преслав, област Шумен.

## География
Намира се на 8 км от гр. Велики Преслав и на 22 км от гр. Шумен. Площта на селото е 3,8 кв. км, а населението наброява 318 души (2011).

## История
Легендата разказва, че селото е основано от Кара Муса (турски богаташ) през 1456 г., който се преселва от гр. Бурса (Турция) заедно с други 18 семейства. Той е основателя на селото в местността „Юртлука“. Старото име на селото Карамихца произлиза от неговото име. От 1934 г. селото се казва Мокреш, но по-късно се преименува в Маркиш с министерска заповед. От 1966 г. до днес селото отново се нарича Мокреш. 
От началото на 1963 г. до края 1965 г. жителите на селото се увеличават, поради преселници от с. Виница. Построяването на язовир Тича налага преселването на около 250 души и населението вече наброява около 420 души.

## Население
Численост на населението според преброяванията през годините:
| \| Година на преброяване \| Численост \| \| --------------------- \| --------- \| \| 1934 \| 272 \| \| 1946 \| 274 \| \| 1956 \| 252 \| \| 1965 \| 411 \| \| 1975 \| 470 \| \| 1985 \| 452 \| \| 1992 \| 344 \| \| 2001 \| 330 \| \| 2011 \| 315 \| \| 2021 \| 259 \| |           |
| Година на преброяване | Численост |
| 1934 | 272       |
| 1946 | 274       |
| 1956 | 252       |
| 1965 | 411       |
| 1975 | 470       |
| 1985 | 452       |
| 1992 | 344       |
| 2001 | 330       |
| 2011 | 315       |
| 2021 | 259       |

### Етнически състав

#### Преброяване на населението през 2011 г.
Численост и дял на етническите групи според преброяването на населението през 2011 г.:
|                     | Численост | Дял (в %) |
| Общо                | 315       | 100.00    |
| Българи             | 5         | 1.58      |
| Турци               | 308       | 97.77     |
| Цигани              | –         | –         |
| Други               | ?         | ?         |
| Не се самоопределят | ?         | ?         |
| Неотговорили        | –         | –         |

## Културни и природни забележителности
Забележителностите на селото са: сградата на кметството, ритуалната зала, джамията, читалище „Заря“ с действаща библиотека, сградата на детската градина, която не функционира.
Джамията е най-забележителната сграда в село Мокреш. Тя е молитвен дом на вярващите в исляма хора, където те ходят за обща молитва в петък – свещения ден на мюсюлманите. Тя е построена през 1871 г. от останалите средства от църквата в с. Драгоево. До срутването му през 2020 г. минарето е най-високата част на джамията, което се вижда отдалеч. Една от стените е наречена „Кибла“, която е ориентирана към гр. Мека - свещения град на мюсюлманите. Стените на джамията са богато украсени и върху тях са изписани текстовете на Корана. На 24 февруари 2020 г., след силни ветрове, минарето рухва, разрушавайки джамията.
Действията в драмата „Нещастна фамилия“ на Васил Друмев се развиват в местността „Маркиш“ до самото село Мокреш.